# Centre national de la recherche scientifique
Il Centre national de la recherche scientifique, in sigla CNRS (in italiano: "Centro nazionale di ricerca scientifica"), è la più grande e più importante organizzazione di ricerca pubblica in Francia. Al 2019, era al terzo posto della classifica mondiale dei centri di ricerca, e al primo posto di quella europea. Dà lavoro a 26 000 persone. Il suo bilancio per il 2004 è stato di 2,214 miliardi di euro.
È membro dell'Istituto europeo per le norme di telecomunicazione (ETSI).

## Storia
Il centro fu istituito il 19 ottobre 1939 con un decreto del presidente Albert Lebrun. Dal 1954 ha premiato con medaglie gli scienziati francesi e i giovani ricercatori. Nel 1966 il centro andò incontro a cambiamenti strutturali.
I cambiamenti portarono alla creazione di due istituti federativi: l'Institut national d'astronomie et de géophysique nel 1967, che più tardi diventerà lInstitut national des sciences de l'univers (INSU), e l'Institut national de physique nucléaire et de physique des particules (Istituto nazionale di fisica nucleare e delle particelle elementari) nel 1971.

## Organizzazione
Il CNRS è diviso in 8 dipartimenti:
- Fisica nucleare e delle particelle
- Scienze chimiche
- Scienze dell'universo (geofisica, astrofisica ecc.)
- Fisica e matematica
- Scienze della vita
- Scienze sociali e umanistiche
- Ingegneria
- Scienze dell'informazione, comunicazione e della tecnologia (informatica, elettronica ecc.)

Dal 2005 c'è un progetto di riorganizzare completamente questa suddivisione.